# Klaas Knillis Hofstra
Klaas Knillis Hofstra (Oosterwolde, 26 april 1959) is een Groninger dichter, regisseur en presentator. Hij heeft drie dichtbundels in het Stellingwerfs op zijn naam staan, twee gedenkboeken, zeven toneelstukken en diverse columns in verschillende bladen en tijdschriften.
Hij heeft in de laatste 25 jaar 35 toneelstukken geregisseerd. Ook heeft hij in het verleden vaak het literair botanisch festival Dichters in de Prinsentuin gepresenteerd.
Hofstra is lid van de stad Groninger Dichtclub.